# ماركو لانا
ماركو لانا (بالإنجليزية: Marco Lanna)‏ (من مواليد 13 يوليو 1968) هو لاعب كرة قدم إيطالي محترف سابق لعب في كل من النادي والمستوى الدولي كمدافع. هو الرئيس الحالي لنادي سامبدوريا.